# غونار إينارسون
غونار إينارسون (7 يوليو 1976 بريكيافيك في آيسلندا - ) هو مدرب كرة قدم ولاعب كرة قدم أيسلندي في مركز الدفاع. شارك مع منتخب آيسلندا تحت 21 سنة لكرة القدم ومنتخب آيسلندا لكرة القدم. أما مع النوادي، فقد لعب مع رودا ياي سي وفي في في فينلو وناتدبيرنوفيلاغ ريكيافيكور ونادي برينتفورد ونادي فالور ونادي فيكينغور وLeiknir Reykjavík ‏ وMVV Maastricht ‏.

## مسيرته الكروية
لعب غونار إينارسون خلال مسيرته الاحترافية مع 7 أندية في عشرون موسمًا وسجل خلالها 7 أهداف ضمن 248 مباراة. ولم يفز بأي موسم بالكأس وفاز في أربعة مواسم بالدوري.
خاض غونار إينارسون مسيرته مع نادي فالور في عامي 1995-1997 في المرة الأولى ولمدة موسمين ثم في عامي 2007-2009 ولمدة موسمين، مشاركًا طوالها في 37 مباراة سجل خلالها هدفًا واحدًا. ثم انتقل إلى MVV Maastricht ‏ في موسم 1996–97 ولمدة موسمين، حيث شارك في 23 مباراة ولم يسجل أي هدف. لينتقل بعدها إلى نادي في في في فينلو في موسم 1998–99 لمدة موسم واحد، مشاركًا في 7 مباريات ولم يسجل أي هدف أيضًا. ثم انتقل إلى نادي برينتفورد في موسم 1999–00 لمدة موسم واحد، مشاركًا في 3 مباريات ولم يسجل أي هدف أيضًا. هذا وانتقل لاحقًا إلى نادي ناتدبيرنوفيلاغ ريكيافيكور في موسم 2000 ليلعب معه سبعة مواسم، مشاركًا في 103 مباراة سجل خلالها هدفين. ثم انتقل بعدها إلى Leiknir Reykjavík ‏ في موسم 2009 في المرة الأولى واستمر معه طيلة ثلاثة مواسم ثم ما بين عامي 2012 و2013 لمدة موسم واحد، مشاركًا طوالها في 65 مباراة سجل خلالها 4 أهداف. ليعود وينتقل من جديد، لكن هذه المرة إلى نادي فيكينغور ما بين عامي 2011 و2012 لمدة موسم واحد، مشاركًا في 10 مباريات ولم يسجل أي هدف.

## وصلات خارجية
- غونار إينارسون على موقع قاعدة بيانات كرة القدم.إي يو (الإنجليزية)
- غونار إينارسون على موقع ناشيونال فوتبول تيمز (الإنجليزية)
- غونار إينارسون على موقع Soccerbase.com (لاعب) (الإنجليزية)